# Nationalpark Tunari
Der Nationalpark Tunari (spanisch Parque Nacional Tunari, PNT) ist ein Nationalpark im östlichen Anden-Hochgebirgsland im südamerikanischen Bolivien mit einer Fläche von 3000 km².

## Lage
Der Nationalpark ist ein Teil der Kordillere von Cochabamba und liegt im Departamento Cochabamba. Der Nationalpark zieht sich in einem Halbkreis nördlich um die Städte Sacaba, Cochabamba und Quillacollo. Höchste Erhebung innerhalb des Nationalparks ist der Cerro Tunari auf 17° 17′ S, 66° 22′ W mit einer Höhe von 5035 m ü. NN.
Als Grenzen des Nationalparks wurden im Jahr 1962 festgelegt „im Norden der Gebirgskamm in der Region Tablas, im Süden die gemäß Bebauungsplan den Stadtumfang begrenzende Umgehungsstraße, im Osten die Schlucht von Arocagua und im Westen die Schlucht von Taquiña“.
Durch ein Nachfolgegesetz wurden 1991 die Grenzen des Parks im Süden bis zur Höhenlinie 2750 m beschnitten, dagegen im Osten bis an den Fluss Kenko Mayu (oder Kenko) und im Westen bis an den Nordrand der Flussenge von Parotani erweitert.

## Zielsetzung
Ziel der Errichtung des Parks war vor allem, Lösungen für die spezifische Probleme der Stadt Cochabamba und ihrer Nachbargemeinden zu finden. Diese Probleme sind vor allem Trinkwassermangel in Trockenzeiten und Überschwemmungen zur Regenzeit. Außerdem schwemmen die Sturzbäche aus den nördlich gelegenen Schluchten Erdreich, Baumstämme und Steine zu Tal, und Schlammlawinen vernichten Felder und Wohnhäuser.

## Entstehung
Der Parque Tunari wurde im Jahr 1946 nördlich der Stadt Cochabamba auf Grundlage eines Dekrets vom 2. August 1939 geschaffen. Diese Maßnahme hatte jedoch nur geringen Erfolg, da einerseits weiterhin Grasflächen abgefackelt und Bäume durch umliegende Gemeinden und durch Großgrundbesitzer gefällt wurden, andererseits die scheinbar brachliegenden Flächen von der rasch zuwandernden Bevölkerung bis an den Fuß des Gebirges besiedelt wurden.
Die Naturkatastrophe von 1958 zeigte jedoch die Dringlichkeit, Schlammlawinen und Überschwemmungen durch Schutzmaßnahmen und Siedlungsverbote einzudämmen. Daher wurde mit Dekret vom 30. März 1962 der Parque Tunari zum Nationalpark umgewidmet und 1983 in Gesetzesrang erhoben. Konkret bedeutete dies, dass Verwaltung und Unterhalt des Parks von der lokalen Ebene auf die nationale Ebene gehoben wurden und so ein Eingreifen der Zentralregierung und der Streitkräfte ermöglicht wurde.
Der anhaltende Bevölkerungsdruck und die Schwäche der nationalen und regionalen Administration konnten jedoch „spontane“ Ansiedlungen bis weit in den Nationalpark hinein, die Versiegelung des Bodens und die Verschmutzung des Oberflächenwassers durch Latrinen auch in den folgenden Jahrzehnten kaum verhindern.
Dies änderte sich auch nicht dadurch, dass 1968 der Park dem Landwirtschaftsministerium unterstellt und ein Förderkomitee gegründet wurde.

## Maßnahmen
Trotz der kaum gebremsten Zuwanderung und Ansiedlung innerhalb des Nationalparks sind in den bisherigen Jahrzehnten in einigen Bereichen des Parks wirksame Maßnahmen ergriffen worden, um Bodenerosion und Erdrutsche bei saisonalen Regenfällen zu verringern und die Wasserversorgung zu stabilisieren. Zu diesen Maßnahmen gehörten vor allem Aufforstungsmaßnahmen, die Einrichtung einer Forstbaumschule, der Bau von Staudämmen und eine Sicherung der Maßnahmen durch Wachpersonal. Unterstützung erhält die Parkverwaltung durch die Agencia Suiza para el Desarollo y la Cooperación (COSUDE), der Direktion für Entwicklung und Zusammenarbeit (DEZA) der Schweizer Regierung.

## Flora
Der Nationalpark weist zwei pflanzengeographische Zonen auf. Zur Vegetation der Berghänge gehören u. a. Peruanischer Pfefferbaum, Prosopis juliflora, Acacia macracantha, in der Gebirgsregion dominieren Polylepis besseri  und Buddleja coriacea.

## Fauna
Es wurden 163 Vogel-, 30 Säugetier-, zwei Reptilien- und zwei Amphibienarten im Park registriert. Darunter befinden sich die Vogelarten Rotflankenkolibri, Schwarzbauch-Andenkolibri, Riesenspitzschnabel, Graubauch-Hakenschnabel,  Iquicoschlüpfer (Asthenes heterura) und Graunacken-Gilbammer (Sicalis luteocephala). 